# William Cameron Forbes
William Cameron Forbes (ur. 21 maja 1870 w Milton w Massachusetts, zm. 24 grudnia 1959) – amerykański dyplomata i polityk, gubernator generalny Filipin, a następnie ambasador w Japonii.
Urodził się w zamożnej rodzinie, jego ojciec był dyrektorem Bell Telephone Company. W 1892 roku ukończył Harvard University, po studiach zajął się biznesem. Za rządów prezydenta Theodora Roosevelta, w latach 1904-1908, był członkiem władz filipińskich, odpowiadał za policję i bezpieczeństwo, a następnie przez rok wicegubernatorem generalnym, w czasie kadencji Williama Howarda Tafta, w okresie 1909-1913 był natomiast gubernatorem generalnym. W latach 1930–1932, za kadencji Herberta Hoovera, mianowany został ambasadorem w Japonii.